# Halaváts Gyula
Halaváts Gyula (Zséna, 1853. július 7. – Budapest, 1926. július 28.) bányamérnök, geológus, paleontológus.

## Élete

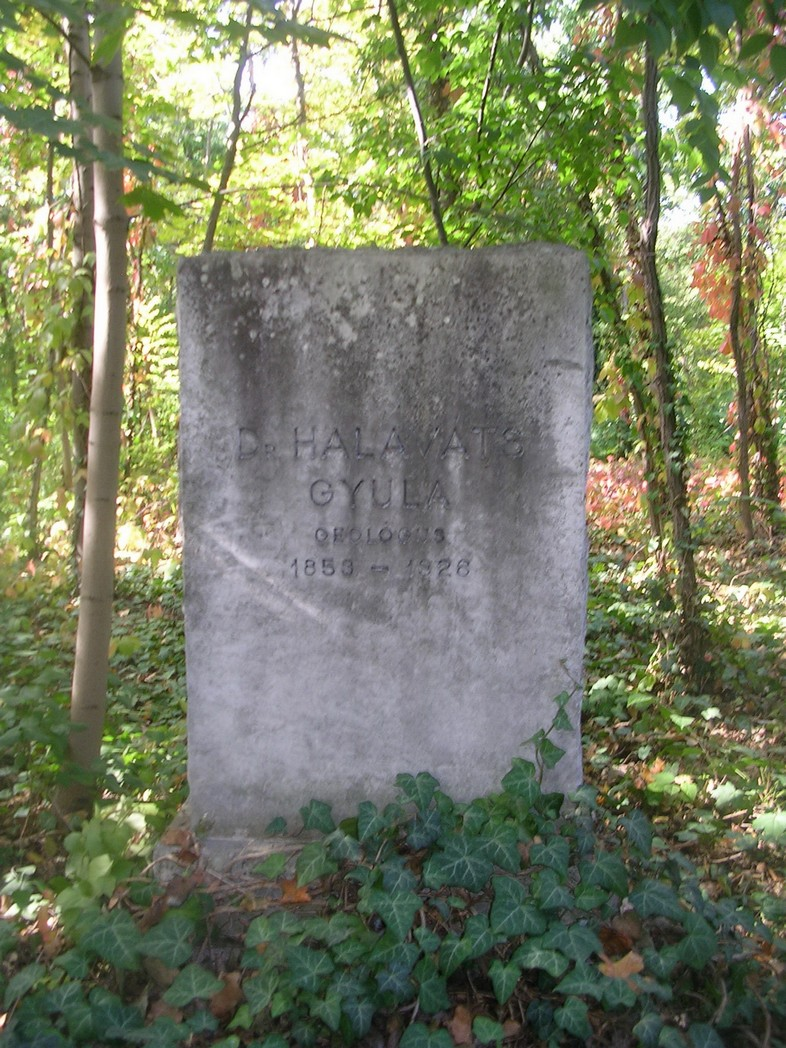
Halaváts Gyula sírja

Halaváts Gyula 1853 július 7-én született a krassó vármegyei Zsénán, Halaváts János uradalmi tiszttartó gyermekeként.
Gimnáziumi tanulmányait Miskolcon, Szarvason és Nagykőrösön végezte, majd Selmecen elvégezte a bányászati-erdészeti akadémiát is, 1874. november 1-jén a budapesti földtani intézethez került gyakornoknak, ahol 1918-ig  először mint geológus, majd főgeológus és főbányatanácsos dolgozott.
Munkája során főleg Magyarország részletes földtani fölvételével, és tanulmányozásával foglalkozott. Először Somogy és Baranya vármegyében, majd a Dráva mentén munkálkodott önállóan; 1879-től pedig a Krassó-Szörény vármegyei közép-hegység és a nyugatról hozzá csatlakozó dombvidék és síkság felvételét folytatta nyaranként.
Legalább  az 1880-as évektől fényképezéssel is foglalkozott. 1886-ban nyakon lőtte Makránszky Imre kőnyomdászt. A károsult túlélte az esetet.
1893 végéig délen a Dunának pancsova-moldovai szakaszát, nyugaton Pancsova, Kis-Margita, Csakovár, Libling fekvését, északon a Poganis-patak, keleten Delingest, Kuptyore, Klokotics, Oravicza, Moldován át húzott vonal által határolt területet dolgozta fel.
Munkássága során főbb eredménye volt az Alföld földtani viszonyainak összefoglaló ismertetése az artézi kútfúrások adatai alapján. Ugyancsak nagy jelentőségűek a magyar pontusi rétegekkel foglalkozó tanulmányai, de érdemeket szerzett a műemlékvédelem terén is.
Cikkei főképp a Vasárnapi Ujságban és a Földtani Közlönyben jelentek meg. Több régiséget is adományozott a Magyar Nemzeti Múzeum gyűjteményeibe. 1875-ben felajánlotta éremgyűjteményét megvételre a Délmagyarországi Történelmi és Régészeti Társulatnak. Megkövesedett csigagyűjteményével érmet nyert a millenniumi kiállításon.
1926. július 28-án Budapesten érte a halál.
Eredményeit többek között Branislav Bukurov (1909-1986) akadémikus is hasznosította.

## Főbb munkái
- Őslénytani adatok Délmagyarország neogénkorú üledéki faunájának ismeretéhez (Budapest, 1882)
- 1887 A német-bogsáni őskori leletekről. Archaeologiai Értesítő 7
- Az Alföld Duna és Tisza közötti részének földtani viszonyai (Budapest, 1895)
- 1896 A magyarországi artézi kutak története, terület szerinti eloszlása, mélységűk, vizök bőségének és hőfokának ismertetése
- 1896 A lederata-tibiscumi római út. Archaeologiai Értesítő
- A magyar pontusi fauna általános és őslénytani irodalma (Budapest, 1904)
- 1905 Magyar harang föliratokról. Archaeologiai Értesítő 25/2, 161-163
- A balatonmelléki pontusi korú rétegek faunája (Budapest, 1911)
- Baltavár felsőpontusi mollusca faunája (Budapest, 1923)